# آلاخ-یون
آلاخ-یون (به لاتین: Allakh-Yun) یک منطقهٔ مسکونی در روسیه است که در Ust-Maysky District واقع شده‌است.